# نسل‌کشی (مینی‌سریال)
نسل‌کشی یا مصائب یک جنگ (انگلیسی: Generation Kill) سریال آمریکایی-بریتانیایی است که از شبکه اچ بی او پخش شد. این مجموعهٔ تلویزیونی کوتاه بر مبنای کتابی به همین نام نوشته ایوان رایت درباره تجربیات او به عنوان گزارشگر در اولین گردان اکتشافی نیروی دریایی ایالات متحده در حمله ۲۰۰۳ عراق ساخته شده است.